# Савчук Євген Герасимович
Євге́н Гера́симович Савчу́к (нар. 10 лютого 1947 року в селі Брусниця Чернівецької області.— український хоровий диригент, Герой України, народний артист УРСР (1990), лауреат Національної премії України ім. Т. Г. Шевченка, академік Національної академії мистецтв України, голова хорового товариства України ім. М.Леонтовича.

## Біографія
Після школи навчався у Чернівецькому музичному училищі на диригентському факультеті. У 1971 році закінчив Київську державну консерваторію (нині —  Національна музична академія України імені Петра Чайковського) по класу диригування. В роки навчання постійно працював із самодіяльністю: з дитячими хорами, з хорами ПТУ, інститутів.
У 1970 році його, ще студента, запросили працювати в Київському театрі оперети. У 1973—1978 роках працював диригент-хормейстером Державного українського народного хору імені Г. Г. Верьовки, куди його запросив А. Т. Авдієвський. У 1978 році розпочав педагогічну діяльність у Київській консерваторії імені П. І. Чайковського, нині – професор, завідувач кафедри хорового диригування Національної музичної академії України імені П. І. Чайковського. У 1978—1984 роках був художнім керівником Київської хорової чоловічої капели імені Л. М. Ревуцького. З 1984 року – художній керівник і головний диригент Національної хорової капели «Думка».
Саме Є. Г. Савчуку вдалося розкрити художньо-творчий потенціал Національної капели «Думка», піднести її професіональну концертно-виконавську культуру на належний якісний рівень. Під його орудою за понад 20 років капела зробила вагомий внесок у розвиток національного мистецтва і стала одним з провідних хорових колективів світу. Це засвідчують схвальні відгуки преси, музичної критики та громадськості. Він не тільки пропагандист традицій української хорової культури, спадщини М. Леонтовича, К. Стеценка, О.Кошиця, а й репрезентант нової хорової школи, сучасних зразків хорової музики Є. Станковича, В. Сильвестрова, І. Карабиця, Г. Гаврилець, Л. Дичко, П. Зубицького тощо. У репертуарі капели твори українських класиків Д. Бортнянського, А. Веделя, М.Березовського (окремі твори отримали своє першопрочитання в інтерпретації Є. Савчука через 200 років після їх створення). Значне місце у репертуарі «Думки» посідають твори Й. С. Баха, В. А. Моцарта, Дж. Верді, Л. Бетховена, Й. Гайдна, А. Вівальді, Г. Малера, А. Шнітке, С. Рахманінова.
Євген Савчук є ініціатором й організатором ряду конкурсів та фестивалів – імені Миколи Леонтовича, імені Кирила Стеценка, «Співає Київ весняний» тощо. Мистецький доробок капели «Думка» становлять понад 100 концертних програм, 40 фондових записів, здійснених не тільки в Україні, а й за кордоном, у тому числі платівки, компакт-диски, відеокасети, відеофільми. Капела «Думка» успішно об'їхала Європу, співаючи на великих сценах найпрестижніших концертних залів Польщі, Австрії, Німеччини, Франції, Іспанії, Бельгії, Голландії, Італії, Швейцарії, Великої Британії, а також США та Канади. Очолювана Є. Г. Савчуком капела «Думка» разом з хоровою капелою «Дударик» – єдині в Україні художні колективи, удостоєні звання лауреата Національної премії України імені Тараса Шевченка. Як педагог Є. Г. Савчук виховав чимало висококваліфікованих фахівців, є автором наукових і науково-методичних праць.
Завідувач кафедри хорового диригування у Національній Музичній Академії України.

## Звання
- 2024 — Почесний громадянин Києва[1]